# أوشيكو (إيباراكي)
أوشيكو (باليابانية: 牛久市 أوشيكو-شي) هي مدينة تقع في محافظة إيباراكي، اليابان. تأسست المدينة في 1 يونيو 1986.

## أعلام
- كيسينوساتو يوتاكا
- تاكاشي كوباياشي
- ناوتو واتانابي

## وصلات خارجية
- موقع بلدية أوشيكو